# Hau-ri
Hau-ri är ett samhälle i Nordkorea.   Det ligger i provinsen Hambuk, i den nordöstra delen av landet, 400 km nordost om huvudstaden Pyongyang. Hau-ri ligger 124 meter över havet och antalet invånare är 13 581.
Terrängen runt Hau-ri är kuperad åt sydväst, men åt nordost är den platt. Runt Hau-ri är det ganska tätbefolkat, med 86 invånare per kvadratkilometer. Det finns inga andra samhällen i närheten. Omgivningarna runt Hau-ri är en mosaik av jordbruksmark och naturlig växtlighet.